# Coupe des clubs champions européens féminine de handball 1984-1985
Navigation
Coupe des clubs champions 1983-1984 Coupe des clubs champions 1985-1986
La Coupe des clubs champions européens féminin de handball 1984–1985 est la 25e édition de la plus grande compétition européenne des clubs féminins de handball, organisée par l’IHF. Elle s'est tenue du 28 septembre 1984 au 4 mai 1985. 
Le club soviétique du Spartak Kiev continue sa domination en remportant son dixième titre en s'imposant en finale face au club yougoslave du Radnički Belgrade. Ce dernier était le tenant du titre mais le Spartak Kiev n'avait pas participé à la compétition du fait des Jeux olympiques de 1984.

## Résultats

### Tour préliminaire
Les résultats du tour préliminaire sont, :
| Équipe 1               | Score   | Équipe 2          | Aller | Retour |
| ---------------------- | ------- | ----------------- | ----- | ------ |
| Spartak Kiev           | ?? – ?? | Aris Nikaias      | ??-?? | ??-??  |
| Helsingør IF           | 41 – 33 | Fram Reykjavik    | 21-15 | 20-18  |
| SC Leipzig             | 83 – 23 | Wakefield Metros  | 46-11 | 37-12  |
| Lokomotiva Mostar (hr) | 68 – 36 | Forst Brixen      | 37-17 | 31-19  |
| HBC Bascharage         | 19 – 53 | Niloc Amsterdam   | 11-25 | 8-28   |
| Bækkelagets SK         | 39 – 43 | Śląsk Wrocław     | 23-19 | 16-24  |
| Iber Valencia          | 40 – 27 | Harazim Ramat Gan | 26-14 | 14-13  |
| Stade français         | 38 – 30 | RTV 1879 Bâle     | 16-10 | 22-20  |
| Arçelik SK             | 30 – 67 | Știința Bacău     | 14-37 | 16-30  |

Parmi les résultats, on trouve, :
- Stade français RTV 1879 Bâle 16-10 (7-5)
  - Stade français : Sylvie Lagarrigue (9), Isabelle Piel (4, dont 2 pen.), Pascale Jacques (2), Nathalie Mieszaniec (1 pen.).
  - RTV 1879 Bâle : Schlumpf (2), Nagelin (2), Egli (2 dont 1 pen.), Senn (1), Koster (1), Kaderci (1), A. Bessière (1).
- RTV 1879 Bâle – Stade français 20-22 (8-11)
  - RTV 1879 Bâle : R. Bessière (2), Senn (2), Onofri (2), Egli (4), Kaderci (5), A. Bessière (2), Nagelin (1), Koster (2).
  - Stade français : Isabelle Piel (7, dont 4 pen.), Sylvie Lagarrigue (6, dont 1 pen.), Nathalie Mieszaniec (2), Beuve (3, dont 1 pen.), Fevre (1 ), Cuny (3).

### Huitièmes de finale
Les résultats des huitièmes de finale sont,, :
| Équipe 1              | Score   | Équipe 2               | Aller | Retour |
| --------------------- | ------- | ---------------------- | ----- | ------ |
| Helsingør IF          | 29 – 65 | Spartak Kiev           | 18-33 | 11-32  |
| Bayer Leverkusen      | 43 – 41 | Tatran Presov          | 25-14 | 18-27  |
| SC Leipzig            | 43 – 41 | Lokomotiva Mostar (hr) | 25-14 | 18-27  |
| Niloc Amsterdam       | 44 – 54 | VIF Dimitrov Sofia     | 20-23 | 24-31  |
| Stockholmspolisens IF | 43 – 40 | Śląsk Wrocław          | 21-19 | 22-21  |
| Iber Valencia         | 35 – 60 | Hypobank Vienne        | 20-29 | 15-31  |
| Știința Bacău         | 56 – 53 | Budapest Spartacus SC  | 29-22 | 27-31  |
| Stade français        | 29 – 60 | Radnički Belgrade      | 15-27 | 14-33  |

Parmi les résultats, on trouve, :
- Stade français 15-27 (9-15) Radnički Belgrade
  - Stade français : Marie-Thérèse Bourasseau, Corinne Pecheux ; Beuve (0 ou 1), Cuny (1), Fèvre (1), Pascale Jacques (3 dont 1 pen.), Sylvie Lagarrigue (3 ou 2), Lescouras, Meniez (1), Mieszanic (3 ou 2), Isabelle Piel (3 ou 5 dont 2 pen.), Roulleau.
  - Radnicki Belgrade : Slavica Đukić, Tanja Korolija ; Slavica Tomićević (4, ), Milenka Sladić (5), Vesna Budja (1), Svetlana Dašić-Kitić (10 dont 4 ou 5 pen.), Mirjana Đurica, Emilija Erčić (1, ), Stanica Gole (3), Jasmina Tmušić (1), Tatjana Vujičić (1 pen.), Miljana Zarić (1, ).
  - 300 spectateurs
- Radnički Belgrade 33-14 (13-8) Stade français
  - Radnicki Belgrade : Slavica Đukić ; Slavica Tomićević (2), Vesna Budja, Svetlana Dašić-Kitić (7 dont 2 pen.), Ljubinka Janković (4 ou 5), Mirjana Đurica (8 ou 7 dont 4 pen.), ), Emilija Erčić (9, ), Tatjana Vujičić (1), Miljana Zarić (1), Jasmina Tmušić (1 pen.).
  - Stade français : Bourasseau; Beuve (1), Cuny, Fèvre (3 dont 1 pen.), Sylvie Lagarrigue (7, ), Lescouras, Meniez, Mieszaniec (1), Isabelle Piel (2 dont 1 pen.), Roulleau.
  - 300 spectateurs

### Quarts de finale
Les résultats des quarts de finale sont, :
| Équipe 1         | Score   | Équipe 2              | Aller | Retour |
| ---------------- | ------- | --------------------- | ----- | ------ |
| Bayer Leverkusen | 30 – 45 | Spartak Kiev          | 14-21 | 16-24  |
| SC Leipzig       | 49 – 42 | VIF Dimitrov Sofia    | 24-18 | 25-24  |
| Hypobank Vienne  | 61 – 29 | Stockholmspolisens IF | 28-10 | 33-19  |
| Știința Bacău    | 44 – 45 | Radnički Belgrade     | 22-19 | 22-26  |

### Demi-finales
Les résultats des demi-finales sont,, :
| Équipe 1          | Score   | Équipe 2        | Aller | Retour |
| ----------------- | ------- | --------------- | ----- | ------ |
| Spartak Kiev      | 47 – 35 | SC Leipzig      | 23-18 | 24-17  |
| Radnički Belgrade | 40 – 37 | Hypobank Vienne | 19-16 | 21-21  |

### Finale
Les résultats de la finale sont,, :
| Équipe 1     | Score   | Équipe 2          | Aller | Retour |
| ------------ | ------- | ----------------- | ----- | ------ |
| Spartak Kiev | 41 – 31 | Radnički Belgrade | 23-16 | 18-15  |

La finale aller est disputée le 7 avril 1985 à Kiev devant 7000 spectateurs et est remporté par le Spartak 23 à 16 (11-8) :
- Spartak Kiev : Natalia Mitriouk, Irina Popova ; Larissa Karlova, Rafiga Chabanova, Zinaïda Tourtchyna (3), Olha Semenova (en), Lioudmila Salova, Tatiana Gorb (3, ), Evguenia Tovstogan (6, ), Olga Zoubareva (3), Lioubov Odinokova (7 dont 4 pen.), Olga Dedoussenko (1).
- Radnicki Belgrade : Slavica Đukić, Tanja Korolija ; Slavica Tomićević, Vesna Budja (), Svetlana Dašić-Kitić (6, ), Ljubinka Janković (2), Mirjana Đurica (6 dont 4 pen.), Emilija Erčić (1), Stanica Gole, Tatjana Vujičić, Miljana Zarić (1, ).

La finale retour est disputée le 14 avril 1985 à Belgrade devant 4500 spectateurs et est également remporté par le Spartak 18 à 15 (5-8)  :
- Radnicki Belgrade : Slavica Đukić (1-60e), Tanja Korolija (n. e.) ; Slavica Tomićević, Vesna Budja (1), Svetlana Dašić-Kitić (5, ), Ljubinka Janković, Mirjana Đurica (8 dont 5 pen.), Emilija Erčić (1, ), Stanica Gole, Tatjana Vujičić, Miljana Zarić (), Milenka Sladić.
- Spartak Kiev : Natalia Mitriouk, Irina Popova ; Larissa Karlova, Rafiga Chabanova, Zinaïda Tourtchyna (2), Olha Semenova (en), Lioudmila Salova, Tatiana Gorb (6), Evguenia Tovstogan (4), Olga Zoubareva (1, ), Lioubov Odinokova (4, ), Olga Dedoussenko (1).
- arbitres :  Jean Lelong et Gérard Tancrez[7]

## Les championnes d'Europe
| Champion d'Europe - Coupe des clubs champions féminine 1984–1985 Spartak Kiev 10e titre |

L'effectif du Spartak Kiev était :
- Natalia Mitriouk (GB)
- Irina Popova (GB)
- Rafiga Chabanova
- Olga Dedoussenko
- Tatiana Gorb
- Larissa Karlova
- Lioubov Odinokova
- Tamila Oleksiouk
- Lioudmila Salova
- Olha Semenova (en)
- Irina Tiabane
- Zinaïda Tourtchyna
- Evguenia Tovstogan
- Olga Zoubareva

Entraîneur
- Igor Tourtchine